# Глухарево (Кирилловский район)
Глухарево — деревня в Кирилловском районе Вологодской области.
Входит в состав Алёшинского сельского поселения, с точки зрения административно-территориального деления — в Ивановоборский сельсовет.
Расстояние до районного центра Кириллова по автодороге — 28 км, до центра муниципального образования Шиндалово по прямой — 9 км. Ближайшие населённые пункты — Гвоздево, Гончарка, Глазатово.
По переписи 2002 года население — 34 человека (18 мужчин, 16 женщин). Всё население — русские.